# 薩納夫里亞湖
42°07′21″N 6°43′09″W / 42.12250°N 6.71917°W

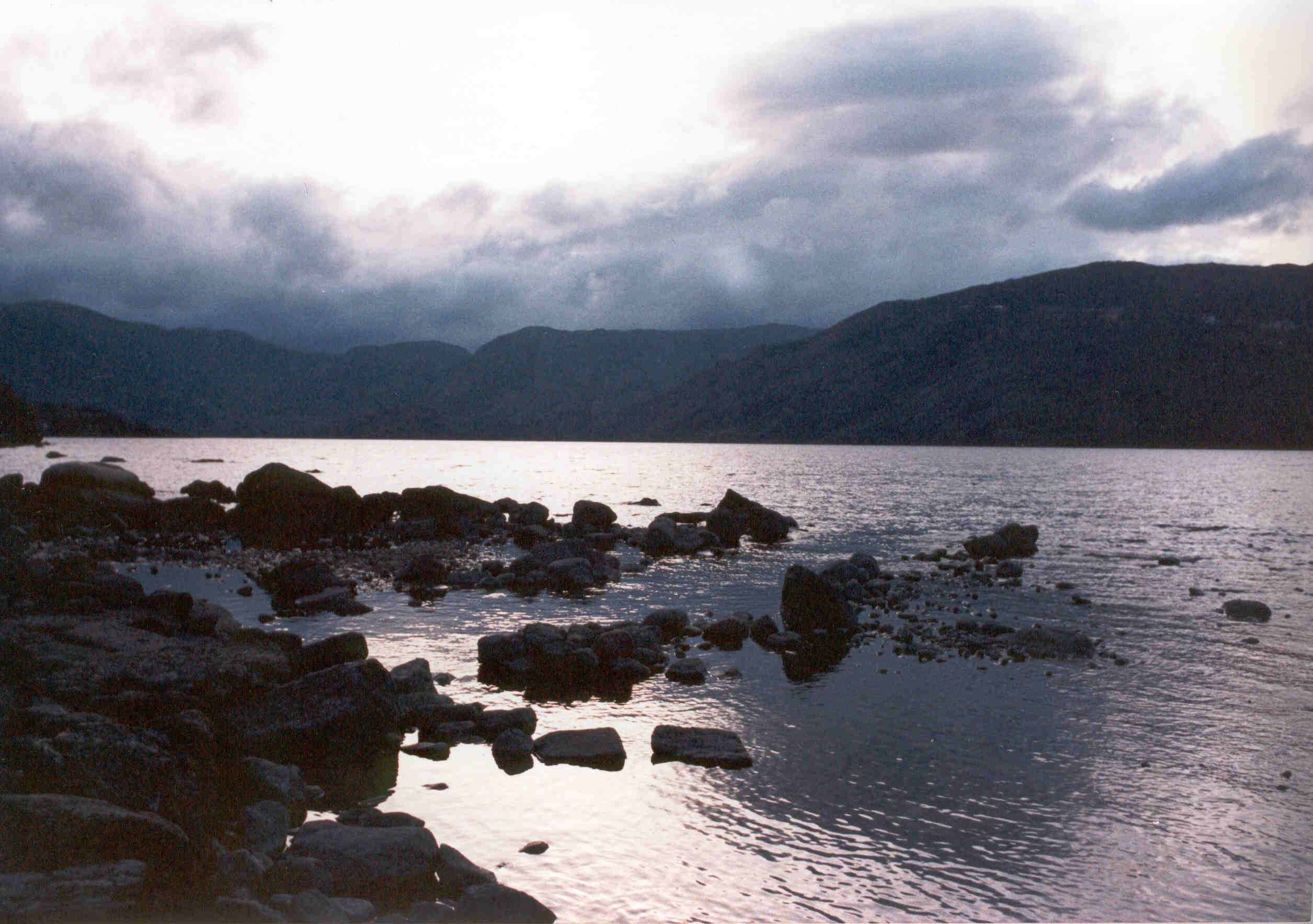

薩納夫里亞湖是西班牙的湖泊，由薩莫拉省負責管轄，長3.3公里、寬1.47公里，面積3.48平方公里，集水區面積11.42平方公里，海拔高度1,018米，平均水深27.7米，最大水深51米，湖岸線長度9.13公里，蓄水量9,629萬立方米。

## 外部連結
- Sanabria website （页面存档备份，存于）
- The Area of Comunitary Interest (SCI) Sanabria lake and surroundings (ES 4190009)Archive.today的存檔，存档日期2012-12-28